# Real Fuerza Aérea Canadiense
La Real Fuerza Aérea Canadiense (RCAF; en inglés: Royal Canadian Air Force, ARC en francés: Aviation royale canadienne) es la fuerza aérea de Canadá. Desde 1968 hasta 2011 la RCAF desapareció,  cuando las tres ramas de las fuerzas armadas canadiense se fusionaron en las Fuerzas Armadas Canadienses (Canadian Forces o Forces canadiennes). En 2011 el gobierno canadiense decidió restaurar la denominación “Real” en la Fuerza Aérea.

## Historia

### Primera Guerra Mundial y sus años de formación

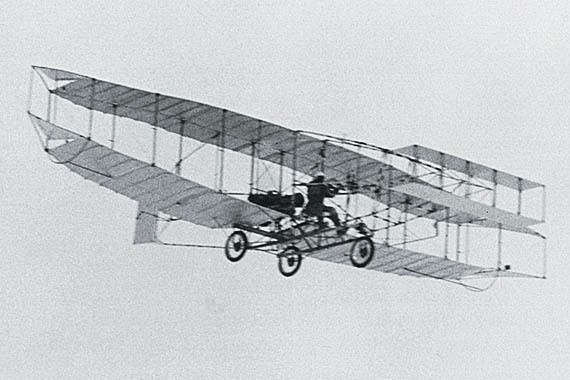
El primer avión en volar sobre Canadá, el AEA Silver Dart.

La era de la aviación llegó a Canadá exactamente el 23 de febrero de 1909, cuando el Silver Dart de Alexander Graham Bell despegó desde el hielo del lago Bras d’Or en Baddeck, Nueva Escocia, con J.D. McCurdy en los controles. Ese vuelo fue el primer “vuelo impulsado controlado” (también el primer vuelo de un aparato “más pesado que una aeronave”) en el Imperio Británico. La aeronave también posee otros récords como ser el primer avión en volar 20 millas alrededor de Baddeck el 10 de marzo de 1909 y el 2 de agosto de 1909 el Silver Dart realizó el primer vuelo de pasajeros en Canadá y el Imperio Británico. A pesar de estos sucesos, el avión era similar a las primeras aeronaves que se crearon, y tenía una pobre maniobrabilidad. La impresión general de la época fue que los aeroplanos no podrían ascender a mucho en el concepto de guerra de aquel entonces. Sin embargo, un oficial sintió lo contrario, y el grupo que construyó el avión fue finalmente invitado a Campo Petawawa (Camp Petawawa), para demostrar su máquina. El terreno arenoso del valle del río Ottawa demostró ser lo peor para una aeronave con un tren de aterrizaje de dos pulgadas de diámetro, por lo tanto fue extremadamente difícil despegar. La situación continuó, y en el quinto vuelo McCurdy destrozó el aeroplano en tierra cuando una rueda trancó el despegue. Así terminó la carrera del Silver Dart.
Varios años después, el estallido de la Primera Guerra Mundial el 4 de agosto de 1914 halló a Canadá inmediatamente envuelta en el conflicto, en virtud de la declaración de guerra de Gran Bretaña. Algunas naciones europeas usaron aeroplanos para propósitos militares, y el ministro de Milicia y Defensa de Canadá, Sam Hughes, quien organizó la Fuerza Expedicionaria Canadiense (Canadian Expeditionary Force, CEF), inquirió si Londres necesitaba aviadores. Londres respondió con una petición para que seis aviadores experimentados se enrolaran en sus fuerzas inmediatamente, pero Hughes no sabía cómo llenar el requerimiento.

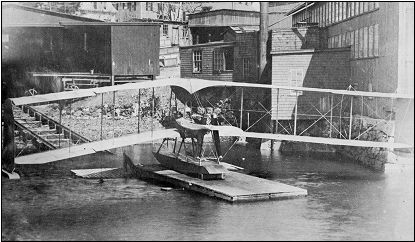
El Burgess-Dunne fue la primera aeronave militar de Canadá. Sin embargo, jamás vio el servicio activo.

Entonces Hughes autorizó la creación de una pequeña unidad de aviación que complemente a la CEF en Gran Bretaña y el 16 de septiembre de 1914, el Cuerpo Canadiense de Aviación (Canadian Air Corps) fueron formados con dos oficiales, un mecánico, y 5.000 dólares para comprar un biplano de una compañía de aviación de Massachusetts que traerían a Ciudad de Quebec. El avión fue entregado el 1 de octubre de 1914 e inmediatamente enviado por barco a la CEF. Cuando desembarcó en Gran Bretaña, el biplano fue transportado a Salisbury Plain donde la CEF estaba entrenando. El aeroplano nunca voló. Fue rápidamente deteriorado por los vientos húmedos de Salisbury Plain y fue retirado de servicio. El 7 de mayo de 1915 el Cuerpo Canadiense de Aviación fue desactivado.
En 1915, Gran Bretaña le preguntó a los Dominios considerar el entrenamiento de tripulación para servir en los Real Cuerpo Aéreo (Royal Flying Corps) pero Canadá no actuó en la petición hasta 1918 (obviamente debido a otras prioridades de guerra). Durante este período, los canadienses sirvieron en el Reales Cuerpo Aéreo y el Real Servicio Aéreo Naval (Royal Naval Air Service), destacando varios ases de caza como William Barker, W.A. "Billy" Bishop, el piloto naval Ray Collishaw, Roy Brown, y Wilfrid “Wop” May. En la primavera de 1918, el gobierno canadiense propuso formar un ala de ocho escuadrones para que sirvan con el Cuerpo Canadiense (Canadian Corps) en Francia, pero Gran Bretaña sintió la alteración de su esfuerzo en la guerra relocalizando a los pilotos y mecánicos canadienses a su propio servicio aéreo pero no valió el esfuerzo. Gran Bretaña estaba segura de su tripulación en tierra; y entonces, los canadienses llenaron ese vacío por varios meses hasta el 5 de agosto de 1918, cuando el Ministerio del Aire británico formó dos escuadrones canadienses (uno bombardero y otro caza). El 19 de septiembre de 1918, el gobierno canadiense autorizó la creación de la Fuerza Aérea Canadiense (Canadian Air Force) para tomar el control sobre estos dos escuadrones bajo el comando del teniente coronel W.A. Bishop, el as de combate líder del Imperio Británico y el primer aviador canadiense premiado con la Cruz de Victoria.
Algunas semanas antes, el 5 de septiembre de 1918, el gobierno autorizó a la Marina Real Canadiense a formar el Real Servicio Aéreo Naval Canadiense (Royal Canadian Naval Air Service, RCNAS), cuya función principal era llevar a cabo operaciones antisubmarinos usando hidroaviones de patrullaje. La Estación Aero Naval de Halifax, perteneciente a la Marina de los Estados Unidos, localizada en las costas occidentales de la bahía en el Pasaje Occidental, Nueva Escocia, fue adquirida, pero siguiendo el Armisticio del 11 de noviembre de 1918, fue decomisada.
La todavía joven Fuerza Aérea Canadiense planeó formar seis escuadrones más en Europa, pero el armisticio también alteró estos planes en las postrimerías de noviembre, los existentes dos escuadrones fueron meramente aumentados de grado con nuevos aeroplanos. Durante la siguiente primavera, el 19 de junio de 1919, el gobierno canadiense decide ponerse en contra de una permanente fuerza aérea para la manutención de la paz y en enero de 1920, los dos escuadrones fueron disueltos y su equipo fue embarcado a Canadá. El 5 de enero, la Fuerza Aérea Canadiense fue disuelta.

### Período interbélico
Siguiendo la costumbre de usar la Marina Real Canadiense para propósitos civiles en ayuda a los departamentos federales durante la década de 1920, se decidió crear un servicio aéreo para los mismos propósitos y el 1 de abril de 1924, la Real Fuerza Aérea Canadiense (Royal Canadian Air Force, RCAF) fue creada para tomar tareas tales como formar patrullas contra el contrabando, vigilar eventuales incendios forestales y extinguirlos, e incluso la fotografía aérea y la agrimensura. El lugar de nacimiento de la RCAF fue en Campo Borden (Camp Borden) en una región al norte de Toronto, en Ontario. Sin embargo, sus cuarteles generales estaban en Ottawa.
El 25 de mayo de 1925, los siguientes escuadrones fueron autorizados para tareas civiles:
- Estación de Entrenamiento de Vuelo n.º 1 – Campo Borden, Ontario.
- Ala de Operaciones n.º 1 – Winnipeg, Manitoba.
- Escuadrón de Operaciones n.º 1 – Vancouver, Columbia Británica.
- Escuadrón de Operaciones n.º 2 – High River, Alberta.
- Escuadrón de Operaciones n.º 3 – Ottawa, Ontario.
- Escuadrón de Operaciones n.º 4 – Darthmouth, Nueva Escocia.

Por esa época surgió un desacuerdo en el gobierno sobre si la RCAF debe realizar operaciones aéreas civiles, lo que causó que en 1927 se creara el Directorado de las Operaciones Aéreas del Gobierno Civil (Directorate of Civil Government Air Operations, DCGAO), y las operaciones de los escuadrones de la RCAF fueron transferidas a DCGAO, dejando a la RCAF con cuarteles generales, dos estaciones de entrenamiento, y cinco escuadrones de entrenamiento. Continuando con la decisión de remover las tareas civiles desde la Marina Real Canadiense a mediados de la década de 1930 regresó a ser una organización puramente militar, en 1936, y se decidió que la RCAF debería seguir el mismo camino. El Departamento de Transporte de Canadá fue creado para ocuparse de la aviación civil del gobierno federal y de las políticas y operaciones marinas. Aunque la RCAF mantuvo el control de la fotografía aérea.
Cuando finalizaba la década de 1930, la RCAF se encargó de crear escuadrones militares con una autorizada fuerza de 23 escuadrones (11 operacionales, el resto para entrenamiento). El entrenamiento tomó lugar en las siguientes ubicaciones:
- Estación Borden de la RCAF (entrenamiento de pilotos de aviones)
- Estación Vancouver de la RCAF (entrenamiento de pilotos de hidroaviones).

### Segunda Guerra Mundial

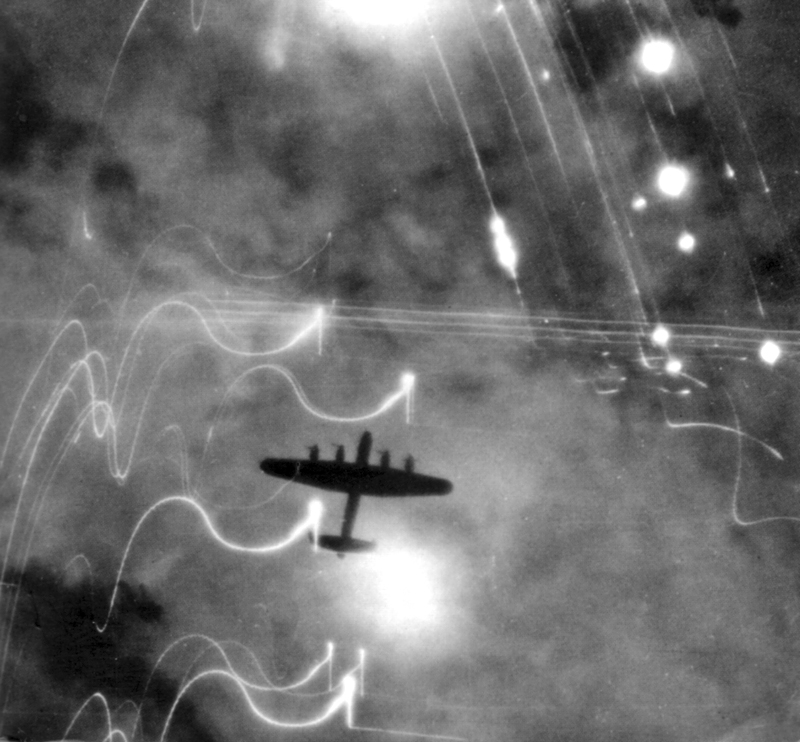
Comando de Bombarderos Lancaster sobre Hamburgo.

El estallido de la Segunda Guerra Mundial surgió mientras ocho de los once escuadrones operacionales de la RCAF estaban disponibles, pero en octubre de 1939, 15 escuadrones estuvieron disponibles (12 para defensa en tierra, 3 para servicios transoceánicos). Allí hubo 20 tipos diferentes de aeroplanos, todos siendo utilizados para entrenamiento o transporte, y la RCAF comenzó la guerra con sólo 29 cazas y bombarderos en la línea de guerra, pero cuando ésta finalizó, la RCAF fue la cuarta fuerza aérea aliada.
El 15 de agosto de 1940, un escuadrón canadiense de la RCAF fue la primera unidad en acción.
Durante la guerra, la RCAF tuvo que seguir tres responsabilidades clave:
- Plan de Entrenamiento Aéreo de la Mancomunidad Británica (British Conmonwealth Air Training Plan, BCATP): Contribución masiva de Canadá para entrenar aviadores militares que expandan la presencia de la RCAF fuera del país.

- Establecimiento de Guerra en la Patria (Home War Establishment, HWE): 37 escuadrones para defensa costera, protección del tráfico marítimo, defensa aérea y otras tareas dentro del territorio canadiense.

- Establecimiento de Guerra en el Extranjero (Overseas War Establishment, OWE): Cuarteles Generales en Londres, poseía 48 escuadrones sirviendo a la Real Fuerza Aérea en Europa Occidental, Europa Oriental y el Mediterráneo.

La RCAF jugó roles clave en la Batalla de Inglaterra, en la Guerra Submarina durante la Batalla del Atlántico, las campañas de bombardeo a las industrias alemanas y a cerrar el apoyo de los Aliados durante la Batalla de Normandía y subsecuentes campañas en el Norte de Europa.
La RCAF alcanzó el pico de su fuerza con 215.000 efectivos en enero de 1944 (incluyendo 15.000 mujeres). De ese total, 100.000 fueron entrenados en la aviación y como personal de tierra en la BCATP, 65.000 en el HWE, y 46.000 con OWE. En aquella época había 78 escuadrones, 43 en Canadá, y 35 en el extranjero. Según la historia oficial de la RCAF, 13.657 efectivos fallecieron y 1.889 fueron declarados desaparecidos. De hecho, si se cuenta el número de pilotos y tripulación aérea que fallecieron en accidentes de aviación (incluyendo accidentes de entrenamiento), 3.000 efectivos más de la RCAF perdieron su vida.
En la defensa interna, la RCAF creó una organización de voluntarios llamada Aircraft Identity Corps para detectar rápidamente las aeronaves enemigas.

### Guerra Fría y Corea

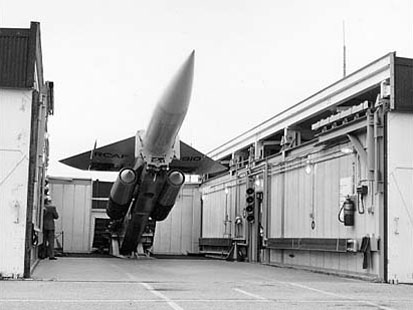
Misil Bomarc en la base de North Bay, Ontario. 1965.

En la primavera de 1945, la BCATP fue discontinuada y la RCAF fue reducida a 165.000 efectivos. El 2 de septiembre de 1945 se propuso que la RCAF tuviera una fuerza de paz de 16.000 efectivos. En las postrimerías de 1947 la RCAF tenía cinco escuadrones y cerca de 12.000 efectivos. Las actividades en tiempo de paz reanudaron y la RCAF participó en varias actividades tales como fotografía aérea, cartografía y agrimensura, transporte, búsqueda y rescate, y misiones de compasión. Interesada en el ártico la RCAF comenzó a organizar varias expediciones en el norte canadiense.
En el final de 1948, el Bloque Soviético se estaba perfilando como una seria amenaza a la seguridad de Europa. Las actividades en tiempo de paz no fueron una prioridad a largo plazo y el gobierno canadiense comenzó a prepararse para la Guerra Fría. En diciembre de 1948 el gobierno decide incrementar el número de establecimientos de la RCAF, así como su tamaño, y reacondicionar las estaciones ya existentes, así como reclutar personal adicional y diseñar (además de construir) un nuevo avión jet. Aunque, si bien la RCAF tenía un caza tipo jet en 1948, el avión británico de Havilland Vampire podría ser reemplazado; comenzando en 1951 con el más efectivo Sabre, construido bajo licencia de Canadair. El nuevo Avro CF-100 Canuck también pudo ser construido.
En agosto de 1949 Canadá se unió a la OTAN, y fue parte de su comité militar, establecido en la División Aérea n.° 1 de la RCAF en Europa. La División Aérea n.° 1 consistía en cuatro alas: dos en Francia y dos en Alemania Occidental que consistían en tres escuadrones de cazas cada una. La columna vertebral de la RCAF apoyó a las fuerzas aéreas de la OTAN en Europa con sus CF-100 y sus Sabre. Durante este tiempo la RCAF comenzó a entrenar personal de servicio, incluyendo pilotos de otros países miembros de la OTAN.
En 1950, la RCAF fue involucrada en el transporte de personal y suministros en apoyo a la Guerra de Corea. La RCAF no fue involucrada en roles de combate debido a que no poseía cazas jets capaces de combatir en guerras como las de Corea. Veintidós pilotos de cazas de la RCAF, sin embargo, volaron en intercambio de servicio con la USAF (Fuerza Aérea de los Estados Unidos) en Corea.
El poderío nuclear soviético representaba una amenaza por el crecimiento de la flota de bombarderos en el comienzo de la década de 1950. En ese contexto, la USAF y la RCAF se unieron para construir una red de estaciones de radar que cruzaban Canadá siguiendo el paralelo 50° N aproximadamente con estaciones adicionales a lo largo de las costas este y oeste. Esta línea fue expandida a mediados de la década de 1950 con la construcción de la línea del Canadá Medio, aproximadamente en el paralelo 55° N y finalmente a finales de la década de 1950 y comienzos de la de 1960 fue construida la línea DEW que cruzaba las regiones árticas de Norteamérica. La naturaleza de la amenaza de los bombarderos soviéticos y demás incursiones hostiles en el espacio aéreo norteamericano hicieron que la USAF y la RCAF se unieran y crearan el Mando de Defensa del Espacio Aéreo Norteamericano (North American Air Defense Command, NORAD), formada el 1 de agosto de 1957.
Los bombarderos soviéticos representaban una amenaza para América del Norte, y la RCAF comenzó el desarrollo del caza-interceptor Avro CF-105 Arrow. El cambio de la amenaza soviética de los bombarderos a los Misiles Balísticos Internacionales a finales de los años 50’, y la presión de los Estados Unidos, hicieron que el programa de los CF-105 desapareciera a favor de los misiles nucleares tierra-aire Bomarc.
Para mejorar sus habilidades, la RCAF comenzó reemplazando sus aviones de la década de 1950 con algunas unidades de aviones de segunda generación. Por ejemplo el CF-101 Voodoo armado con cohetes nucleares aire-aire reemplazaron a los CF-100 en algunos roles, y los CF-104 Starfighter reemplazaron a los antiguos Sabres.
La defensa costera y el apoyo al mantenimiento de la paz han sido también importantes. Los escuadrones de patrulla marítima destinados en las costas este y oeste de Canadá fueron provistas con aviones Lancaster, y más tarde con Neptunes y Argus para continuar operaciones antisubmarinos. El rol de la RCAF en el mantenimiento de la paz principalmente incluyó el transporte de tropas, suministros, y observadores de treguas en áreas conflictivas del mundo.
Muchos pilotos acrobáticos de la RCAF existieron durante este período. Esto incluye los Blue Devils (Demonios Azules, volaban con los de Havilland Vampire), The Fireballs (Las Bolas de Fuego, un equipo de la División Aérea que volaba con los Sabres), The Sky Lancers (Los Lanceros del Cielo, otro equipo de la División Aérea que utilizaba Sabres), The Golden Hawks (Las Águilas Doradas, Sabres), The Goldilocks (volaban con Harvards) y los Golden Centennaires (volaban con Tutors).
Debido la Guerra de Corea y a la Guerra Fría, la RCAF creció en una fuerza de 51.000 efectivos, aunque muy por debajo del nivel de la Segunda Guerra Mundial, desde 1954 hasta 1955 con un pico de 41 escuadrones.

### Unificación
En 1964 el gobierno canadiense decidió probar la eficiencia y efectividad de las Fuerzas Armadas de Canadá fusionando la RCAF con la Marina Real Canadiense y el Ejército Canadiense para formar las unificadas Fuerzas Canadienses.  El 1 de febrero de 1968 la unificación se completó y la RCAF dejó de existir.
Inicialmente el personal de la Fuerza Aérea y la Aviación Naval fueron dispersados entre cinco comandos de la nueva fuerza, pero en 1975, el Mando Aéreo de las Fuerzas Canadienses (AIRCOM) fue creado, y la mayoría de las unidades de aviación fueron establecidas bajo el AIRCOM. El Mando Aéreo de las Fuerzas Canadienses preserva muchas tradiciones de la RCAF, como por ejemplo el tartán de la RCAF, y la marcha del comando, “La Marcha del Pasado de la RCAF” (“RCAF March Past”). En 1988, el personal de la Fuerza Aérea Canadiense regresó con el tradicional uniforme azul de la RCAF, y en 1993 las formaciones aéreas llamadas alas (wings), fueron reintroducidas dentro del AIRCOM, mostrando una estructura similar de la RCAF de treinta años atrás. Los rangos fueron instituidos después de la unificación, sin embargo, fueron retenidos y el antiguo sistema de rangos e insignias de la RCAF no fueron readoptados.

### Restitución de la RCAF
El 16 de agosto de 2011 el gobierno canadiense a través del ministro de Defensa Peter Mackay, indicó que su gobierno corrigió un “error histórico”, al restaurar la denominación “Real” en la Fuerza aérea y la Armada que desde 1968 pasaron a llamarse Mando Aéreo y Mando Marítimo respectivamente.

### Operación MOBILE
El 18 de marzo de 2011 el gobierno canadiense, autorizó el despliegue de 6 aviones de combate CF-18 Hornet para cumplir con la resolución 1973 del Consejo de Seguridad de las Naciones Unidas.
Los Hornets canadienses se desplegaron desde la base Trapani-Birgi de la Fuerza Aérea Italiana ubicada en el oeste de Sicilia, la primera vez que los CF-18 entraron en combate fue el 23 de marzo de 2011 cuando cuatro aviones bombardearon objetivos de las fuerzas leales a Gadaffi, para el 24 de marzo el gobierno canadiense autorizó el envío de 2 aviones patrulleros CP-140 Aurora para realizar operaciones de vigilancia y detección sobre Libia, el mismo día el ministro de Defensa canadiense indicó que otros 6 CF-18 estaban listos para partir a la zona de combate, si la coalición lo solicitaba.
El 4 de noviembre de 2011, después del final de la operación de la OTAN aprobada por la ONU, los aviones canadienses regresaron a Canadá. En total, los Hornets realizaron 946 salidas, lo que representa un 10% de las salidas de la OTAN. En total durante sus misiones, los CF-18 arrojaron un total de 696 bombas guiadas por láser y JDAM sobre blancos militares.

## Rangos
Este cuadro ilustra la estructura de rangos de la RCAF.
Comandante en jefe
| Insignia    |                    |  |  |  |  |  |  |
| Título      | Comandante en jefe |  |  |  |  |  |  |
| Abreviatura | C-in-C             |  |  |  |  |  |  |
|             |                    |  |  |  |  |  |  |
|             |                    |  |  |  |  |  |  |

Estructura de oficiales
| Código OTAN | Cadete         | OF-1        | OF-1     | OF-2    | OF-3  | OF-4             | OF-5    | OF-6              | OF-7          | OF-8             | OF-9    | OF-10            |  |
| ----------- | -------------- | ----------- | -------- | ------- | ----- | ---------------- | ------- | ----------------- | ------------- | ---------------- | ------- | ---------------- |  |
| Insignia    |                |             |          |         |       |                  |         |                   |               |                  |         | Sin equivalencia |  |
| Título      | Oficial Cadete | Subteniente | Teniente | Capitán | Mayor | Teniente Coronel | Coronel | Brigadier General | Mayor General | Teniente General | General |                  |  |
| Abreviatura | OCdt           | 2Lt         | Lt       | Capt    | Maj   | LCol             | Col     | BGen              | MGen          | LGen             | Gen     |                  |  |
|             |                |             |          |         |       |                  |         |                   |               |                  |         |                  |  |
|             |                |             |          |         |       |                  |         |                   |               |                  |         |                  |  |

Tropa
| Código OTAN | OR-1           | OR-2             | OR-3                | OR-4 | OR-5         | OR-6     | OR-7       | OR-8             | OR-9               |  |
| ----------- | -------------- | ---------------- | ------------------- | ---- | ------------ | -------- | ---------- | ---------------- | ------------------ |  |
| Insignia    |                |                  |                     |      |              |          |            |                  |                    |  |
| Título      | Aviador (Raso) | Aviador (Básico) | Aviador (Entrenado) | Cabo | Cabo Maestro | Sargento | Suboficial | Suboficial Mayor | Suboficial en jefe |  |
| Abreviatura | Avr(R)         | Avr(B)           | Avr(T)              | Cpl  | MCpl         | Sgt      | WO         | MWO              | CWO                |  |

Estructura hasta 1968
| Código OTAN | Cadete                             | OF-1           | OF-1            | OF-2              | OF-3               | OF-4              | OF-5              | OF-6              | OF-7                | OF-8              | OF-9                      | OF-10               |  |
| ----------- | ---------------------------------- | -------------- | --------------- | ----------------- | ------------------ | ----------------- | ----------------- | ----------------- | ------------------- | ----------------- | ------------------------- | ------------------- |  |
| Insignia    |                                    |                |                 |                   |                    |                   |                   |                   |                     |                   |                           |                     |  |
| Title       | Cadete/ Oficial Cadete (post-1962) | Oficial Piloto | Oficial Volador | Teniente de Vuelo | Líder de Escuadrón | Comandante de Ala | Capitán del Grupo | Comodoro del Aire | Vice Mariscal Aéreo | Mariscal del Aire | Mariscal del Aire en jefe | Mariscal la de RCAF |  |

## Receptores de la Cruz de Victoria
La Cruz Victoria (Victoria Cross, VC) es una medalla de bronce, y es la distinción más alta otorgada al personal de algún rango o servicio de las Fuerzas Armadas del Commonwealth, y a civiles que bajo algún comando militar por valentía y presencia en frente al enemigo. Este honor es entregado por dos miembros de la Real Fuerza Aérea Canadiense desde su inicio en 1924.
- Andrew Charles Mynarski, por su valor durante la acción sobre Cambrai, Francia, 12 de junio de 1944.
- David Ernest Howell, por su valor durante la actuación cerca de las Islas Shetland, Reino Unido, 24 de junio de 1944.

## Símbolos y bandera

Escarapela de la RAF Type "A" - un ejemplo de una escarapela de la RAF usada en las aeronaves entre 1924 y 1946.
Una versión de escarapela de la RCAF usada en las aeronaves entre 1946 y 1965.
Escarapela de la RCAF.
Bandera de la RCAF desde 1941 hasta 1968.
Bandera de la RCAF.

La bandera de la Real Fuerza Aérea Canadiense está basada en la bandera de la Real Fuerza Aérea Británica (Royal Air Force, RAF). La primera bandera poseía en el cantón la bandera del Reino Unido, sobre fondo color celeste oscuro, pero con un roundel canadiense. El roundel canadiense es una versión del británico, pero este posee un círculo rojo en su interior. Luego la hoja de arce reemplaza al círculo rojo británico para darle a la bandera un distintivo canadiense. Por último, se reemplazó la bandera británica del cantón por la actual bandera canadiense en su lugar.
La insignia de la RCAF también fue similar a la usada por la RAF, la Real Fuerza Aérea Australiana, y la Real Fuerza Aérea Neozelandesa. Consiste en la Corona de San Eduardo (la corona real), un “águila volante”, un círculo que tiene como inscripción el lema de la RCAF Per ardua ad astra, cuya traducción del latín significa “A través de la Adversidad hacia las Estrellas”, y un manuscrito que dice Royal Canadian Air Force “Real Fuerza Aérea Canadiense”.
El tartán de la RCAF, basada en el tartán de los Anderson, fue registrado en 1942. Fue originalmente diseñado para la banda de gaitas (o pipe band) de la RCAF. El tartán recuerda al tartán oficialmente aprobado del moderno Mando Aéreo de las Fuerzas Canadienses, y es usado por la banda de gaitas del Mando Aéreo.